# Robert N. Stanfield

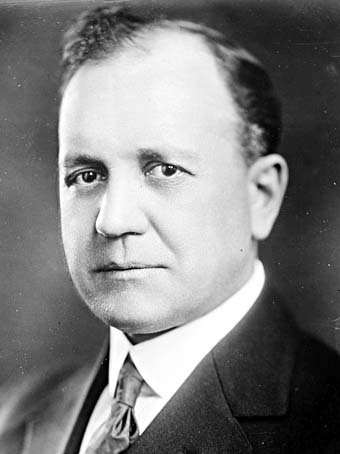
Robert N. Stanfield

Robert Nelson Stanfield (* 9. Juli 1877 in Umatilla, Umatilla County, Oregon; † 13. April 1945 in Weiser, Idaho) war ein US-amerikanischer Politiker (Republikanische Partei), der den Bundesstaat Oregon im US-Senat vertrat.
Der aus dem Osten Oregons stammende Robert Stanfield besuchte die öffentlichen Schulen seiner Heimat und im Anschluss die staatliche Normalschule in Weston. Nachdem er seine Ausbildung beendet hatte, begann er sich in der Viehzucht zu betätigen; außerdem stieg er in den Städten Echo und Baker ins Bankgewerbe ein. Als Rancher legte er sein Augenmerk zunächst auf Rinder, stieg dann aber mit der Zeit auf Schafe um. Laut einer während des Ersten Weltkriegs vorgenommenen Schätzung umfasste seine Herde rund 350.000 Tiere, was ihn zum größten Schafzüchter der Welt machte.
Stanfields politische Laufbahn begann 1912 mit der Wahl ins Repräsentantenhaus von Oregon, wo er den 22. Distrikt des Staates vertrat; dieser umfasste das Morrow County und das Umatilla County. Er verblieb bis 1917 in dieser Parlamentskammer; in seinem letzten Amtsjahr fungierte er als deren Speaker. 1918 bewarb er sich erstmals um die republikanische Nominierung zum US-Senat, unterlag aber Charles L. McNary. Zwei Jahre später trat Stanfield zur Wahl um den zweiten Senatssitz Oregons an und war erfolgreich, woraufhin er sein Mandat in Washington, D.C. ab dem 4. März 1921 wahrnahm. Er verbrachte dort eine sechsjährige Amtsperiode und war während dieser Zeit unter anderem Vorsitzender des Ausschusses zur Kontrolle des Öffentlichen Dienstes.
Während seiner Zeit im Senat machte Stanfield sich vor allem für die Staaten im Westen der USA stark. Als seinen größten Erfolg bezeichnete er später die Schaffung der Owyhee-Talsperre im Osten Oregons sowie die Einrichtung von Bewässerungsanlagen im Malheur County, womit eines der ersten Projekte zur Fruchtbarmachung von Ödland entstand. Aufsehen erregte er, als er zur Zeit der Prohibition verhaftet wurde, weil er sich in betrunkenem Zustand in einer Bar in Baker geprügelt hatte. Als er sich 1926 um die erneute Nominierung seiner Partei bewarb, traf er auf den Widerstand der Woman’s Christian Temperance Union und des Ku-Klux-Klan; er verlor die Primary gegen Frederick Steiwer. Es gelang ihm zwar, als Unabhängiger anzutreten, doch er unterlag Steiwer bei der eigentlichen Wahl ein weiteres Mal. Stanfield kehrte dann nach Oregon zurück, wo er bis zu seinem Tod im Jahr 1945 seinen geschäftlichen Verpflichtungen nachging.